# United Art Rating
 (février 2018).

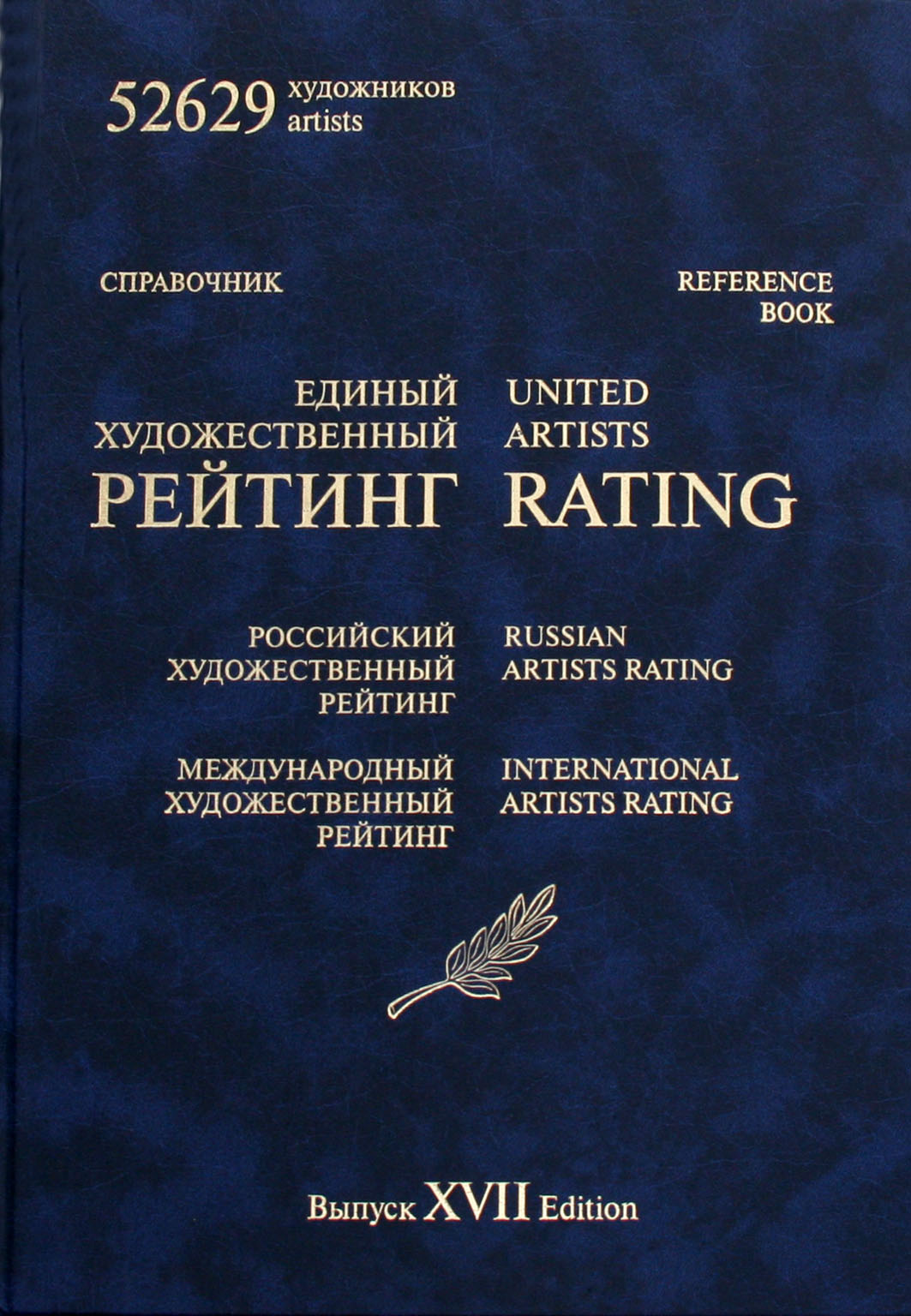
United Art Rating – XVII édition

United Art Rating est un ouvrage de référence publié régulièrement depuis 1999 par le Syndicat des artistes de Russie, l'Union des artistes de Russie, pour soutenir le marché de l'art. Sergey Zagraevsky est le rédacteur en chef.
United Art Rating (avant 2012 sous le nom de United Artists Rating) est un ouvrage de référence périodique dans lequel les artistes sont classés. Vingt-trois versions imprimées ont été publiées (en mai 2018), avec un nombre total d'exemplaires imprimés supérieur à 90000. Il existe également une version électronique. Le 1er janvier 2016, 58965 artistes (peintres, graphistes, scénographes, peintres sur tissu, illustrateurs, cinéastes, sculpteurs, orfèvres, potiers, installateurs, etc.) ont été enregistrés par le United Art Rating. Pour chaque artiste, le nom a été noté avec la date de naissance de l’artiste, sa date du décès si décédé et la classification artistique attribué,,.

## Les principes de classification
Le Rating Center fait partie du Syndicat des artistes de Russie et a le statut d'un jury professionnel indépendant, libre de ses décisions et évaluations. La classification d'un artiste est basée sur toutes les informations disponibles sur l'œuvre, biographies, expositions, collections et ventes, catalogues et informations sur Internet et la presse, historiens de l'art et opinion des directeurs artistiques et du public, etc. en deux parties :
- le Russian Art Rating (artistes de la sphère russe ainsi que des émigrés russes);
- l'International Artists Rating (artistes du monde entier du XVIIIe au XXIe siècle, dont l'art appartient au patrimoine culturel mondial).

Les artistes sont divisés en catégories "A" et "B". Un artiste de la catégorie "A" pratique son art sans subir les pressions du marché. Un artiste de la catégorie "B" s'oriente principalement sur le marché de l'art. Chaque catégorie a des niveaux (les meilleurs niveaux sont attribués aux artistes célèbres acclamés qui sont déjà décédés et dont les œuvres sont dans de nombreux musées. Le niveau le plus bas est attribué aux artistes amateurs).
Le classement d'un artiste est basé sur les critères suivants : la classe artistique, la valeur humaniste, le professionnalisme, ses expositions, sa présence dans les musées, sa reconnaissance publique, les galeries, l’opinion des critiques d'art, la signification sociale et civile des œuvres, la valeur marchande des œuvres, etc. United Art Rating fait des recommandations pour les prix des œuvres d'art à l'achat et à la vente. United Art Rating est constamment mis à jour, amélioré et complété.

## Les catégories de classification
- 1 - un artiste de renommée mondiale qui s'est affirmé au fil du temps (pas moins d'un siècle).
- 1A - un artiste mondialement connu.
- 1B - un artiste professionnel de haut niveau doté d'un talent organisationnel remarquable, populaire et demandé.
- 2A - un artiste professionnel de haut niveau avec une individualité créative pleine d'esprit.
- 2B - un artiste professionnel de haut niveau dont les œuvres sont demandées sur le marché et par le public.
- 3A - un artiste professionnel avec un style propre et reconnaissable
- 3B - un artiste professionnel reconnu dont les œuvres sont demandées sur le marché et par le public.
- 4A - un artiste professionnel établi avec un potentiel créatif.
- 4B - un artiste professionnel établi dont les œuvres sont en demande sur le marché.
- 5A - un artiste professionnel confirmé avec un potentiel créatif.
- 5B - un artiste professionnel confirmé.
- 6A - un artiste professionnel avec un potentiel créatif dans le développement.
- 6B - un artiste professionnel en développement.
- 7 - un amateur avec un potentiel de développement confirmé par des connaisseurs d’art
- 8 - un amateur.
- 9 - un débutant.
- 10 - un artiste en formation.

## Classement international de l'art
Dans l'International Art Rating, les premiers niveaux de classification sont attribués aux artistes (c'est-à-dire, 1, 1A, 1B, 2A, 2B, 3A et 3B). Ces artistes influencent et influencent en partie encore l'histoire de l'art du monde du XVIIIe au XXIe siècle.
International Art Rating comprend des artistes d'Argentine, Australie, Autriche, Belgique, Bolivie, Brésil, Royaume-Uni, Bulgarie, Canada, Colombie, Cuba, République tchèque, Allemagne, Grèce, Hongrie, Israël, Italie, Mexique, Nouvelle-Zélande, Norvège, Pologne, Portugal, la Roumanie, la Russie avec les anciennes républiques soviétiques, les républiques de l'ex-Yougoslavie, les États-Unis, la Finlande, la France, l'Espagne, la Suisse, la Suède, le Japon et quelques autres pays, tels que la Namibie.
Le projet Internet "Les plus grands artistes du monde des XVIIIe et XXIe siècles" est basé sur l'International Art Rating. Voici quelques artistes bien connus de cette période : Vincent van Gogh, Pablo Picasso, Henri Matisse, Vassily Kandinsky, Emil Nolde, Joseph Beuys, Andy Warhol pour n'en nommer que quelques-uns. De la Namibie, dans ce projet, les artistes Adolph Jentsch, Hans Anton Aschenborn, Dieter Aschenborn et Uli Aschenborn (voir projet Internet en cliquant sur les liens ci-dessous). Les œuvres des artistes, qui ont été enregistrées par l'International Art Rating, appartiennent au patrimoine culturel mondial.
Avant 2014, le projet portait le nom de "10000 meilleurs artistes du monde des XVIIIe et XXIe siècles".

## Les Éditions
Les archives de United Artists Rating répertorient les éditions suivantes.
- United Artists Rating XXIIème édition. 49896 artistes. - Moscou, 2015. - 324 pages. Tirage –  1100 exemplaires
- United Artists Rating XXIème édition. 47832 artistes. - Moscou, 2014. -  (ISBN 978-5-904913-21-2). 308 pages. Tirage – 1100 exemplaires
- United Artists Rating XXème édition. 3816 architectes. - Moscou, 2013. - 89 pages. Tirage – 1100 exemplaires
- United Artists Rating XIXème édition. 47579 artistes. - Moscou, 2012. -  (ISBN 978-5-904913-19-9). 294 pages. Tirage – 1100.
- United Artists Rating. XVIIIème édition. 53364 artistes. - Moscou, 2011. -  (ISBN 978-5-904913-09-0). 367 pages. Tirage – 1100 exemplaires
- United Artists Rating. XVIIème édition. 52629 artistes. - Moscou, 2010. -  (ISBN 978-5-904913-03-8). 357 pages. Tirage – 5000 exemplaires
- United Artists Rating. XVIème édition. 43084 artistes. - Moscou, 2009. -  (ISBN 978-594-025-112-5). 275 pages. Tirage – 5000 exemplaires
- United Artists Rating. XVème édition. 41076 artistes. - Moscou, 2008. -  (ISBN 5-94025-100-5). - 252 pages. Tirage – 5000 exemplaires
- United Artists Rating. XIVème édition. 39894 artistes. - Moscou, 2008. -  (ISBN 5-94025-087-4). - 268 pages. Tirage – 5000 exemplaires
- United Artists Rating. XIIIème édition. 38039 artistes. - Moscou, 2007. -  (ISBN 5-94025-086-6). - 464 pages. Tirage – 5000 exemplaires
- United Artists Rating. XIIème édition. 36157 artistes. - Moscou, 2006. - 447 pages. Tirage – 5000 exemplaires
- Cote de l'artiste United. XIème édition. 33405 artistes. - Moscou, 2006. -  (ISBN 5-94025-075-0). - 415 pages. Tirage – 5000 exemplaires
- United Artists Rating. Xème édition. 30448 artistes. - Moscou, 2005. -  (ISBN 9785940250708). - 368 pages. Tirage – 5000 exemplaires
- United Artists Rating. IXème édition. 27754 artistes. - Moscou, 2004. -  (ISBN 5-94025-061-0). - 336 pages. Tirage – 5000 exemplaires
- United Artists Rating. VIIIème édition.- Orfèvrerie. - 1689 orfèvres. - Moscou, . 2004.  (ISBN 5-94025-050-5). - 128 pages. Tirage – 5000 exemplaires
- United Artists Rating. VIIème édition. 21.324 artistes, 832 salles d'exposition. - Moscou, 2003. -  (ISBN 5-94025-037-8). - 360 pages. Tirage – 5000 exemplaires
- United Artists Rating. VIème édition. Architectes. - 2124 architectes. - Moscou, 2002. -  (ISBN 5-94025-027-0).- 96 pages. Tirage – 5000 exemplaires
- United Artists Rating. Vème édition. 12572 artistes, 755 salles d'exposition. - Moscou, 2002. -  (ISBN 5-94025-017-3). - 336 pages. Tirage – 5000 exemplaires
- United Artists Rating. IVème édition. 9112 artistes, 533 salles d'exposition. - Moscou, 2001. -  (ISBN 5-94025-010-6). - 312 pages. Tirage – 5000 exemplaires
- Artistes contemporains et des XVIII-XX siècles. IIIème édition. - 7524 artistes. - Moscou, 2000. -  (ISBN 594025005X). - 320 pages. Tirage – 5000 exemplaires
- Artistes contemporains - classement artistique. Peintre et graphiste. 2ème édition - 3150 artistes. - Moscou, 2000. -  (ISBN 5-94025-003-3). - 117 pages. Tirage – 5000 exemplaires
- Artistes - classement artistique par l'Union des Artistes. Peintre et graphiste. - 1887 artistes. - Moscou, 2000. -  (ISBN 5-94025-001-7). - 80 pages. Tirage – 5000 exemplaires

## Liens Internet
- Site officiel
- Projet Internet : Les listes des plus grands artistes du monde du XVIIIe au XXIe siècle